# Скаут (спорт)
Ска́ут (англ. scout, «разведчик») — в профессиональном спорте человек, который занимается сбором информации, наблюдением, разведкой и вербовкой спортсменов для своего клуба. Спортивные скауты регулярно путешествуют по миру в поисках перспективных атлетов, которым они помогают развивать свои спортивные навыки и подобрать подходящую команду, раскрывающую их таланты. Некоторые скауты специализируются на поиске юных спортсменов — потенциальных будущих звёзд того или иного спортивного клуба; другие же ищут уже известных профессионалов, которые не могут закрепиться в какой-то команде и постоянно переходят из клуба в клуб во время трансферов. Самые опытные скауты, работающие официально в клубе или национальной сборной, также занимаются наблюдением за выступлением команд, против которых их клуб (или сборная) планируют провести встречу, и помогают тренерскому штабу разработать стратегию игры.
Большинство скаутов — это профессиональные спортсмены, завершившие карьеру, или опытные тренеры, хотя есть и те, кто не занимался спортом профессионально. Опытные скауты, помогающие команде определить, какие игроки находятся в оптимальной форме, могут предрешить исход той или иной встречи, а иногда и всего чемпионата. От действий скаутов зависит и финансовая поддержка спортивного клуба.